# Тонкошкур Олександр Олександрович
Олекса́ндр Олекса́ндрович Тонкошку́р (нар. 16 жовтня 1978, Іллічівськ, Одеська область, УРСР, СРСР) — український каратист і тренер з карате.

## Життєпис
Народився в місті Іллічівськ (нині — Чорноморськ) Одеської області. У 1995 році закінчив Іллічівську ЗОШ № 4.
У 2001 році закінчив Одеський державний політехнічний університет за спеціальністю «інженер-механік», а у 2009 році — Львівський державний університет фізичної культури за спеціальністю «Олімпійський і професійний спорт».
Займатися карате розпочав у 1989 році. Як спортсмен, став призером серед юніорів Єдиного чемпіонату України (1993), чемпіоном України WSKF (1997) і WKF (2001, ката), призером чемпіонатів України WKF (1998, 1999), переможцем і призером міжнародних турнірів: «Кубок Світу» (2000, Угорщина), «Кубок Центральної Європи» (2001, Угорщина), «Кубок Чорного моря» (2000, Одеса).
На тренерській роботі — з 1996 року. Президент спортивного клубу карате «Катана» (м. Чорноморськ).

## Нагороди
- Заслужений працівник фізичної культури і спорту України (09.09.2017) — «за досягнення високих спортивних результатів на X Всесвітніх іграх з неолімпійських видів спорту у м. Вроцлав (Республіка Польща), піднесення міжнародного авторитету України»[1].
- Орден «За заслуги» III ст. (16 серпня 2021) — «за значний особистий внесок у розвиток олімпійського руху, підготовку спортсменів міжнародного класу, забезпечення високих спортивних результатів національною олімпійською збірною командою України на ХХХІІ літніх Олімпійських іграх».[2]
- Медаль «За працю і звитягу» (15.07.2019) — «за значний особистий внесок у підготовку спортсменів міжнародного класу, забезпечення високих спортивних результатів національною збірною командою України на II Європейських іграх 2019 року»[3].